# Psaume gaélique

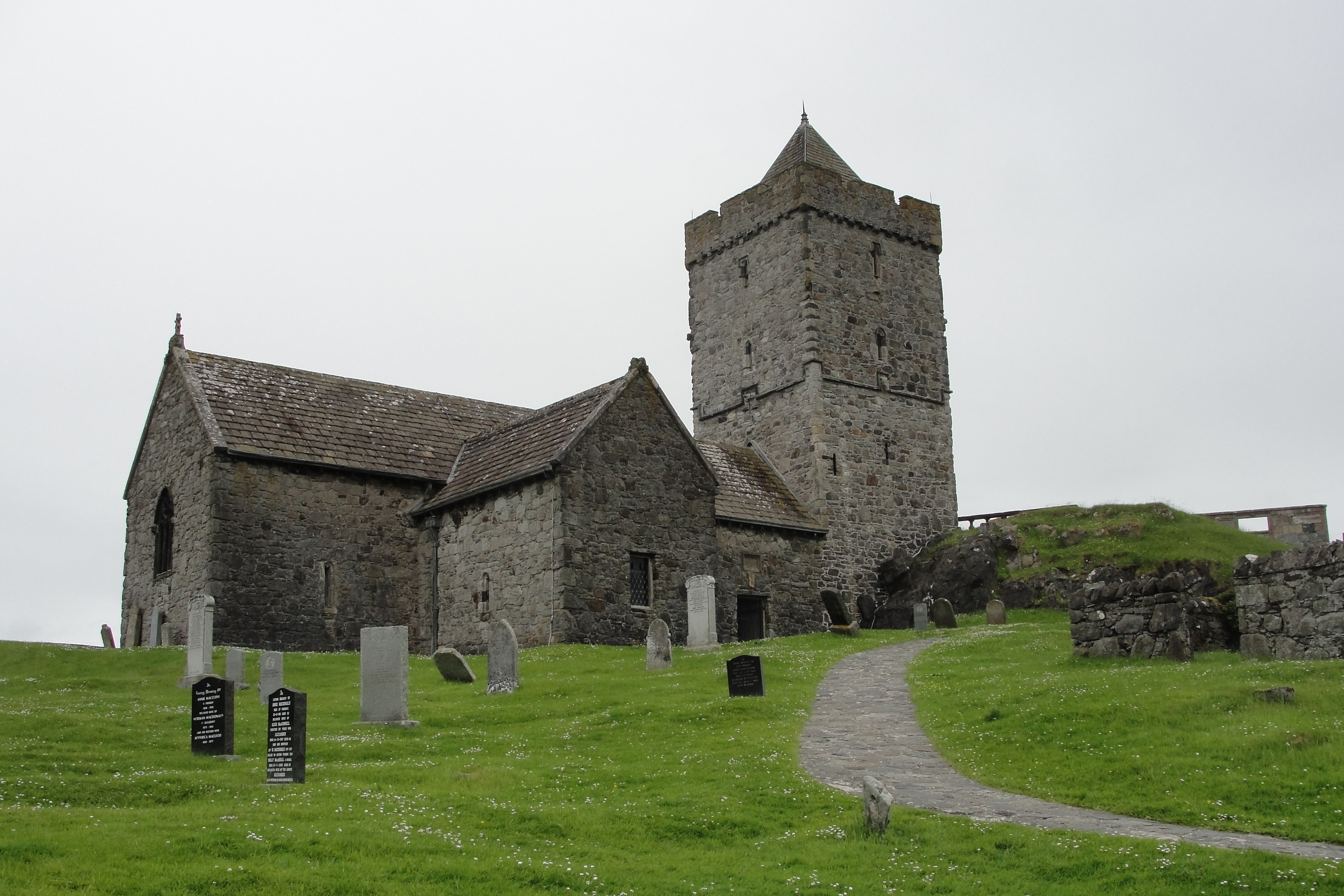
Église Saint-Clément sur l'île de Lewis et Harris, dans les Hébrides extérieures, un des derniers foyers du psaume gaélique.

Le psaume gaélique est une forme particulière de polyphonie religieuse pratiquée par les fidèles de l'église presbytérienne libre d'Écosse. Fondée sur un livre de psaumes en langue gaélique, elle est conduite par un chantre (ou precentor) auquel l'assemblée répond de manière libre. La pratique hétérophonique de cette psalmodie traditionnelle est aujourd'hui principalement confinée à l'île de Lewis et Harris.

## Histoire
En 1659, des pasteurs presbytériens opposés à l'Église épiscopalienne écossaise publient un recueil de psaumes traduits en langue gaélique locale (Salmadaireachd). Ces textes vernaculaires sont chantés à l'office en suivant des trames mélodiques anciennes venues d'Angleterre ou des Lowlands, enrichies par la tradition écossaise et irlandaise du sean-nòs, un chant a capella faisant la part belle aux improvisations de solistes. Les modalités de cette « hétérophonie libre » sont également nourries par certaines techniques propres au joueurs de cornemuse (ceol mor ou piobaireachd).
C'est sur la base de cette combinaison unique que se développe le psaume gaélique. Si l'usage de l'idiome est spécifique, la structure en réponse se rattache au lining-out préconisé par le clergé des Îles britanniques pour les congrégations n'ayant pas accès à la lecture. En raison de l'illettrisme et du prix élevé des livres, le chantre était en effet le seul à pouvoir lire le texte et la congrégation lui faisait alors simplement écho. À mesure que le public accédait à la lecture, cette ancienne façon de chanter (« old way of singing »), progressivement considérée par le clergé comme trop populaire et disharmonieuse, a cédé le pas à des formes chorales plus classiques. Le déclin concomitant du gaélique a entraîné la perte graduelle de la tradition,,.
Décrite comme « l'alchimie vertigineuse et époustouflante de l'âpreté presbytérienne et d'un ravissement radieux », la pratique actuelle du psaume gaélique, par des congrégations réduites en nombre et relativement âgées, ne donne qu'une pâle idée de sa puissance spirituelle du temps où elle pouvait être chantée par des communautés de plus d'un millier de fidèles,.

## Particularité et pratique
Le psaume gaélique est la seule musique autorisée dans les églises presbytérienne écossaises et constitue non pas un embellissement de la pratique religieuse, mais la forme même du culte. Le chantre (precentor) entonne a capella, sur une mélodie qu'il choisit sur le moment, chaque verset, repris de même par la congrégation, chaque fidèle suivant librement, à son rythme et en l'ornementant, la ligne mélodique, pour créer une hétérophonie libre où les voix se rejoignent au point d'orgue. Le psaume gaélique favorise ainsi la liberté et l'expression individuelle de chaque participant, plutôt que la recherche de l'unisson ou de la perfection harmonique,.
Autrefois répandue dans les églises presbytériennes d'Écosse, au Canada et dans certains états des États-Unis, la pratique du psaume gaélique est aujourd'hui restreinte, en raison de la disparition progressive des locuteurs gaéliques, à Lewis et Harris, la plus grande des Hébrides extérieures, ainsi qu'à North Uist, Benbecula, et Skye. Cette forme chorale originale d'appel et réponse reste cependant l'objet d'études. Son parti pris hétérophonique a des points communs avec celle des chorales coptes éthiopiennes et avec certains répertoires de l'ancienne musique persane, aujourd'hui préservée en Inde (ragas),. Certains chercheurs comme Willie Ruff l'ont rapprochée du gospel et y ont même vu une filiation directe, via la relation maîtres écossais/esclaves afro-américains, étant donnée l'importance de l'émigration presbytérienne écossaise en Caroline du nord.
Enfin, au XXIe siècle le psaume gaélique fait l'objet d'un réveil culturel et des musiciens contemporains le font vivre et s'en inspirent pour leurs créations. Malgré ces efforts, et en raison de la dimension essentiellement spirituelle de la pratique du chant gaélique, « certains fidèles préfèreraient que la tradition s'éteigne totalement plutôt que de la voir transposée dans un contexte séculier ».